# Melancholia 3 rum
Melancholia 3 rum (finska: Melancholian 3 huonetta) är en finsk dokumentärfilm från 2004 regisserad, fotograferad och samproducerad av Pirjo Honkasalo. Filmen hade svensk premiär 3 december 2004.

## Handling
Melancholia 3 rum berättar om  Tjetjenienkriget och de barn som offras i dess namn. De tre rummen är: Kronstadts kadettakademi där pojkar i 12-årsåldern drillas till soldater, Tjetjeniens huvudstad Grosnyj där en kvinna, Hadizhat Gataeva, söker efter barn som lämnats vind för våg i stadens ruiner och ett barnhem för flyktingbarn i Ingusjien nära gränsen till Tjetjenien som Hadizhat Gataeva driver. Tillsammans utgör de tre rummen en omskakande skildring av konsekvenserna i ett krig som aldrig tycks ta slut.

## Priser
Melancholia 3 rum har tilldelats 10 priser vid välrenommerade filmfestivaler, bland annat  vid dokumentärfilmfestivalerna i Amsterdam, Thessaloniki och Yamagata, samt vid filmfestivalerna i Venedig, Sundance och Tampere. Filmen fick även tv-priset Prix Italia och det finska filmpriset Jussi för bästa dokumentärfilm.